# Harold de Fontenay
Antoine Harold de Fontenay, né le 15 janvier 1841 à Autun et mort le 3 août 1889 est un archiviste, bibliothécaire et historien d’art français.

## Biographie
Il est le neveu de François-Eugène de Fontenay, ingénieur et industriel, membre de la Société éduenne à compter de 1868 et fils de Joseph de Fontenay, qui fut président de la Société éduenne. Harold fait ses études au petit séminaire où il est remarqué pour son intérêt pour la science. Cependant après  le baccalauréat il entre à l'École impériale des chartes où il soutient le 11 janvier 1864 une thèse de géographie comparée sur le territoire de l'ancien diocèse d'Autun, grâce à laquelle il est diplômé archiviste-paléographe. Il entre aux archives du ministère de l’Intérieur.  
Il devient conservateur du musée de l'hôtel de ville d’Autun le 5 janvier 1872. Il le reste jusqu’à fin juillet 1878. Il est alors nommé membre de la Commission des Arts auprès du ministère de l'Intérieur.
Il est membre de la Société éduenne en septembre 1861, il en devient l’archiviste-bibliothécaire. 
Musicien amateur, il fonde, avec d’autres amateurs, le Cercle choral autunois en 1885.
La plus importante de ses publications, Autun et ses monuments, avec un précis historique par Anatole de Charmasse, qui présente un somme exhaustive de l'archéologie à Autun, est demeurée un ouvrage de référence jusqu'aux années 1980.
Il meurt à 48 ans. Une rue d’Autun porte son nom.

## Travaux

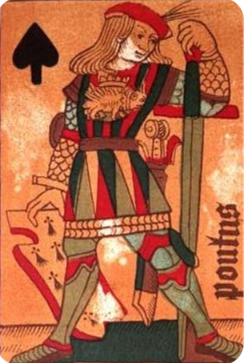
Illustration de Notice sur un jeu de cartes inédit du temps de Louis XII. Paris, 1866

- Autun et ses monuments, avec un précis historique par Anatole de Charmasse Autun 1889, ed. Dejussieu père et fils 541 p.
- Inscriptions céramiques gallo-romaines découvertes à Autun ; suivies des Inscriptions sur verre, bronze, plomb et schiste de la même époque trouvées au même lieu,  Extrait des "Mémoires de la Société éduenne". Nouvelle série. T. III et IV 1874 Autun Impr. de M. Dejussieu 128 p.
- Notice des tableaux, dessins, estampes, lithographies, photographies et sculptures exposés dans les salles du musée de l'hôtel de ville d'Autun 1889 Autun impr. de Dejussieu 95 p.
- Notice sur Jehan de Vesvre, érudit et poëte latin du XVIe siècle Extrait des "Annales de la Société éduenne", 1862 impr. de M. Dejussieu , 1862, 22 p.
- Notice sur la confrérie des pénitents noirs de la ville d'Autun, Extrait des "Mémoires de la Société éduenne". [Nouvelle série.] T. X 1881 Autun  impr. de Dejussieu père et fils 26 p.
- Notice sur un jeu de cartes inédit du temps de Louis XII, Extrait de la "Bibliothèque de l'École des chartes". 6e série. T. II 1865, impr. de A. Lainé et J. Havard,  23 p. et pl. en coul.
- La Roussillonade et son véritable auteur, Extrait des "Mémoires de la Société éduenne". Nouvelle série. T. XIII  Autun 1885  impr. de Dejussieu père et fils, 48 p.